# Narong Wisetsri
Narong Wisetsri (thailändisch ณรงค์ วิเศษศรี, * 1. Oktober 1976 in Bangkok) ist ein ehemaliger thailändischer Fußballspieler.

## Karriere
Narong Wisetsri stand von 2009 bis 2012 beim Singhtarua FC, dem heutigen Port FC, unter Vertrag. Wo er vorher gespielt hat, ist unbekannt. Der Verein aus der thailändischen Hauptstadt Bangkok spielte in der ersten Liga, der Thai Premier League. 2009 gewann er mit dem Verein den FA Cup. Im Elfmeterschießen besiegte man den BEC Tero Sasana FC. 2013 wechselte er für ein Jahr zum Nakhon Pathom United FC. Der Verein aus Nakhon Pathom spielte in der zweiten Liga, der Thai Premier League Division 1. 2014 unterschrieb er einen Einjahresvertrag beim Erstligisten Osotspa FC. 2015 verpflichtete ihn sein ehemaliger Verein Port FC. Am Ende der Saison musste Port in die zweite Liga absteigen. 2015 absolvierte er neun Erstligaspiele für Port. Mit Port spielt er noch ein Jahr in der zweiten Liga. Ende 2016 wurde er mit dem Klub Tabellendritter und stieg direkt wieder in die erste Liga auf. Super Power Samut Prakan FC, ein Erstligist aus Samut Prakan, nahm ihn die Saison 2017 unter Vertrag. Ende 2017 musste er mit Super Power den Weg in die Zweitklassigkeit antreten. Für den Klub stand er elfmal in der ersten Liga im Tor. Nach dem Abstieg verließ er Super Power und schloss sich dem Bangkoker Drittligisten Deffo FC an. Mit Deffo spielte er in der dritten Liga, der Thai League 3. Hier trat der Verein in der Lower Region an. Nach der Saison stieg er mit dem Verein in die vierte Liga ab.
Am 1. Januar 2019 beendete Narong Wisetsri seine Karriere als Fußballspieler.

## Erfolge
Singhtarua FC
- FA Cup: 2009